# جاك وارد توماس
جاك وارد توماس ( السابع من سبتمبر 1934- السادس والعشرين من مايو 2016) هو الرئيس الثالث عشر لدائرة الغابات في الولايات المتحدة، خدمته كانت خلال فترة رئاسة بيل كلينتون في سنوات 1993-1996.
ولد في فورت وورث، تكساس . تعليمه الجامعي كان في جامعة تكساس إيه آند إم التي أستحصل فيها على شهادة البكالوريوس في أدارة الحياة البرية عام 1957. عمل في إدارة ولاية تكساس للحياة البرية لمدة عشر سنوات. أثناء عمله في دائرة الغابات في الولايات المتحدة كباحث بيولوجي في مورغانتاون (فرجينيا الغربية)، جصل على درجة الماجستير في علم بيئة الحياة البرية من جامعة ويست فرجينيا. ترأس وحدة بحث في أدارة الغابات في جامعة ماساتشوستس في أمهرست. حصل على شهادة الدكتوراة في علم الغابات في عام 1972. في 1974، أنتقل إلى مدينة لا غراندي، أوريجون، عمل هناك كرئيس لعلم الأحياء البحثي في الحياة البرية و مسوؤل البرنامج العلمي في دائرة الغابات في الولايات المتحدة في الغابات والمراعي.
في الأول من ديسمبر، 1993، تم تعينه كرئيس دائرة الغابات في الولايات المتحدة. خلال فترته كرئيس لها، تم اعتماد خطة الغابات الشمالية الغربية. أصبح جاك عضواً في نادي بون وكروكيت في 1994. بعد تقاعد من دائرة الغابات، قبل منصب بروفيسور في نادي بون وكروكيت في مدرسة علم الغابات في جامعة مونتانا، وهو المنصب الذي شغله حتى تقاعده رسمياً في 2006.
توفي في 26 مايو 2016، في بيته في فلورنسا (مونتانا) في بعد صراع مع مرض السرطان. 

## المنشورات
لديه أكثر من 600 مادة منشورة محفوظة في موقع ويباك بما فيها:
- جاك وارد توماس: مذكرات رئيس دائرة الغابات ، تحرير هارولد ك. ستين. UofWA Press، 2004، 417 صفحة.
- الأيل في أمريكا الشمالية: علم البيئة والإدارة ، مطبعة مؤسسة سميثسونيان، 2002، وكان توماس محررًا مشاركًا.
- الموائل الطبيعية للحياة البرية في الغابات المُدارة: جبال بلو ماونتن في أوريغون وواشنطن ، دليل الزراعة رقم 553، وزارة الزراعة الأمريكية، 1979. توماس كان محررًا.
- تقييمات الجدوى واعتبارات الإدارة للأنواع المرتبطة بالغابات المتأخرة والغابات القديمة في شمال غرب المحيط الهادئ ، دائرة الغابات الأمريكية، 1993.
- استراتيجية الحفاظ على البومة المرقطة الشمالية ، 1990
- موائل الحياة البرية في المراعي المُدارة: حوض أوريغون العظيم في جنوب شرق ولاية أوريغون : المناطق النهرية (التقرير الفني العام لمنطقة شمال غرب المحيط الهادئ)، 1979
- مفترق الطريق: رحلة أحد دعاة الحفاظ على البيئة إلى قمم إدارة الموارد الطبيعية ، نادي بون وكروكيت، 2015
- يوميات البرية: التجوال في المرتفعات المنعزلة ، نادي بون وكروكيت، 2015
- الصيد حول العالم: مطاردة عادلة من البرية إلى المرتفعات الاسكتلندية ، نادي بون وكروكيت، 2015

## روابط خارجية
- JackWardThomas.com
- السيرة الذاتية لـ Boone & Crockett: Jack Ward Thomas نسخة محفوظة 2015-09-26 على موقع واي باك مشين.
- موسوعة أوريغون
- السيرة الذاتية لجاك وارد توماس ( جمعية تاريخ الغابات )